# Ravine Chaude
Ravine Chaude, est une source thermale de Guadeloupe sur le territoire de la commune du Lamentin. 

## Station thermale
Construite dans les années 1960, la station thermale édifiée sur la source, a été modernisée depuis. Elle est située à 110 m d'altitude, au milieu d'une végétation tropicale luxuriante et avec la montagne en toile de fond. L'eau, riche en minéraux, fer et calcium, parvient à la station à une température naturelle de 33 °C. Les sources viennent directement des hauteurs de la Lézarde, près du volcan de la Soufrière. La piscine comprend également un hammam et un sauna. Il est possible de déjeuner sur place. Attenant à la piscine se trouve le centre de thermalisme et de balnéothérapie René Toribio, avec possibilité d'hébergement. La station, fermée en 2006, fait l'objet d'une réhabilitation et rouvre en 2016. 
Inauguré le 20 mai 2016, le nouveau centre aqualudique René-Toribio comprend trois sites complémentaires, : 
- une piscine, financée par la commune de Lamentin, pour répondre aux besoins des activités sportives
- la balnéothérapie avec un partenariat privé
- des éléments aqualudiques dédiés aux familles dont le maître d'ouvrage est la communauté d'agglomération du Nord Basse-Terre

## Eau minérale Ravine Chaude
José Toribio, le maire de Lamentin (en 2013, lors de la présentation du projet), et le docteur Jean-Claude Pitat, président-directeur général de Capès-Dolé, avaient le projet de créer une usine d'embouteillage d'eau de source à Ravine chaude. La réalisation de ce projet progresse en 2019 avec la signature d'une convention d'exploitation entre la municipalité (représentée par son maire Jocelyn Sapotille) et l'industriel pour la construction d'une usine d'embouteillage en 2020 et la mise sur le marché des premières bouteilles en mars 2021
mise à jour: la station est fermée! 2 février 2024